# Commissione di materie riservate
La Commissione di materie riservate è un organismo economico della Curia romana.

## Storia
La commissione viene istituita da papa Francesco il 29 settembre 2020. La creazione di questo organismo era prevista dall'articolo 4§2 delle "Norme sulla trasparenza, il controllo e la concorrenza dei contratti pubblici della Santa Sede e dello Stato della Città del Vaticano", emanate il 1º giugno 2020.

## Compiti
Compito della commissione è quello di stabilire su quali atti di natura economica è necessario mantenere la riservatezza: la commissione, infatti, vigila sui contratti stipulati dalla Segreteria di Stato della Santa Sede e dal Governatorato dello Stato della Città del Vaticano aventi particolari caratteristiche disciplinate dall'articolo 4§1-d delle "Norme sulla trasparenza".

## Cronotassi

### Presidenti
- Cardinale Kevin Joseph Farrell, dal 29 settembre 2020

### Segretari
- Arcivescovo Filippo Iannone, O.Carm., dal 29 settembre 2020